# Mareuil-en-Brie
Mareuil-en-Brie ist eine französische Gemeinde mit 289 Einwohnern (Stand 1. Januar 2022) im Département Marne in der Region Grand Est. Sie gehört zum Arrondissement Épernay und zum Kanton Dormans-Paysages de Champagne.

## Geografie
Die Gemeinde liegt etwa 30 Kilometer südwestlich von Reims.

## Bevölkerungsentwicklung
| Jahr                       | 1962 | 1968 | 1975 | 1982 | 1990 | 1999 | 2008 | 2018 |
| -------------------------- | ---- | ---- | ---- | ---- | ---- | ---- | ---- | ---- |
| Einwohner                  | 214  | 220  | 218  | 186  | 215  | 232  | 251  | 280  |
| Quellen: Cassini und INSEE |      |      |      |      |      |      |      |      |